# Jacob Fels

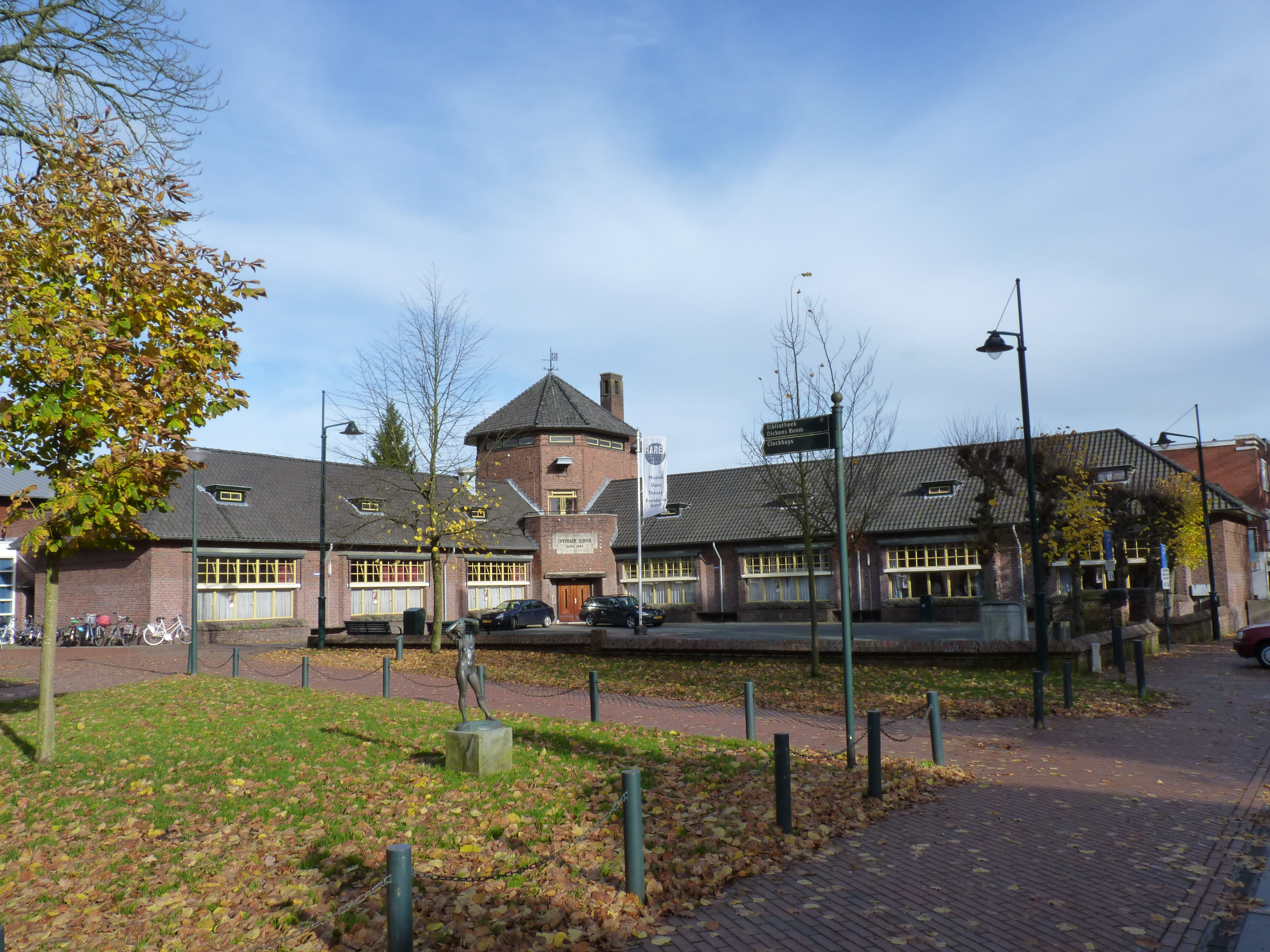
Door J.B. Fels ontworpen lagere school (1927) aan de Kerkstraat in Haren (2010). Het gebouw is een rijksmonument.

Jacobus Barend (Jacob/Koos) Fels (Rotterdam, 16 oktober 1889 - onbekend, 30 september 1980), ook J.B. Fels genoemd, was een Nederlandse architect. Hij manifesteerde zich, evenals zijn broer Henk Fels tot de belangrijkste architecten van Den Haag.
Het woonhuis De Spranck aan de Tapijtweg 1 was een van de eerste werken van Jacob Fels en ontworpen in Engelse landhuisstijl (Cottagestijl). Fels voerde verschillende opdrachten van de gemeente Den Haag uit. Deze bestonden niet alleen uit het ontwerpen van gebouwen, maar ook uit het indelen van herverkavelingen. Tijdens het interbellum ontwierp hij de villa-achtige woningen in het tweede deel van de Haagse Vogelwijk, bouwblokken met portiekwoningen aan de Mient en de Valkenboskade met kenmerkende Fels-elementen, zoals stevige baksteenarchitectuur met invloeden van de Amsterdamse School, ovaalvormige ramen en krullende daklijnen. Buiten Den Haag voerde hij minder opdrachten uit. Zijn kinderkoloniehuizen waren van een voor hem kenmerkende stijl en van hoge architectonische kwaliteit.
Na de Tweede Wereldoorlog kreeg Fels nieuwe gemeentelijke opdrachten ten behoeve van de wederopbouw van het Korte Voorhout en de uitbreiding met het stadsdeel Zuid-West en de wijk Mariahoeve voor het ontwerpen van grote aantallen portiekwoningen en scholen, met - ondanks de kleine marges binnen de naoorlogse ontwerpmogelijkheden - toch de voor hem kenmerkende details. In de jaren '50 werkte hij samen met de architect Jacob van Dorsser.
Hij had samen met zijn vakgenoot J.J. Kroon (1924-1987) het architectenbureau Fels & Kroon (1957-1969). Het tweetal ontwierp in Den Haag verschillende scholen. Een door Fels ontworpen lagere school in het Groninger dorp Haren (1927) is aangewezen als rijksmonument.